# Helius (Helius) creper
Helius (Helius) creper is een tweevleugelige uit de familie steltmuggen (Limoniidae). De soort komt voor in het Neotropisch gebied.